# Neuchâtel Université Club Volleyball 2014-2015
Questa voce raccoglie le informazioni riguardanti il Neuchâtel Université Club Volleyball nella stagione 2014-2015.

## Organigramma societario
Area direttiva
- Presidente: Jo Gutknecht
- Vicepresidente: Antoine Benacloche

Area tecnica
- Primo allenatore: Luiz Souza (fino a febbraio 2015), Silvan Zindel (da febbraio 2015)
- Secondo allenatore Silvan Zindel (fino a febbraio 2015)

Area medica
- Medico: Michel Hunkeler
- Fisioterapista: Johannes Mydla, Olivier Broglin
- Massaggiatore: Viviane Surdez

## Rosa
| N° | Nome             | Ruolo | Data di nascita   | Nazionalità sportiva |
| -- | ---------------- | ----- | ----------------- | -------------------- |
| 1  | Ludmilla Vilela  | S     | 19 ottobre 1984   | Brasile              |
| 2  | Manon Bulliard   | P     | 30 settembre 1994 | Svizzera             |
| 3  | Martina Halter   | C     | 9 maggio 1994     | Svizzera             |
| 4  | Aline dos Santos | P     | 2 novembre 1987   | Brasile              |
| 5  | Megan Cyr        | P     | 1º giugno 1990    | Canada               |
| 6  | Solenn Fabien    | S     | 6 giugno 1998     | Svizzera             |
| 7  | Ségolène Girard  | C     | 19 novembre 1995  | Svizzera             |
| 8  | Marisa Field     | C     | 10 luglio 1987    | Canada               |
| 10 | Diva Boketsu     | C     | 8 agosto 1987     | Svizzera             |
| 11 | Mandy Wigger     | O     | 4 maggio 1987     | Svizzera             |
| 12 | Sandra Senn      | S     | 8 maggio 1985     | Svizzera             |
| 13 | Carole Trösch    | O     | 20 dicembre 1995  | Svizzera             |
| 14 | Kathleen Luft    | S     | 5 ottobre 1990    | Stati Uniti          |
| 15 | Laura Girolami   | L     | 20 settembre 1986 | Svizzera             |
| 18 | Kelly Henriksen  | L     | 11 novembre 1992  | Svizzera             |

## Statistiche

### Statistiche dei giocatori
| Giocatrice    | Coppa CEV | Coppa CEV | Coppa CEV | Coppa CEV | Coppa CEV | Challenge Cup | Challenge Cup | Challenge Cup | Challenge Cup | Challenge Cup |
| Giocatrice    | P         | PT        | AV        | MV        | BV        | P             | PT            | AV            | MV            | BV            |
| ------------- | --------- | --------- | --------- | --------- | --------- | ------------- | ------------- | ------------- | ------------- | ------------- |
| D. Boketsu    | 2         | 20        | 10        | 10        | 0         | 1             | 16            | 13            | 3             | 0             |
| M. Bulliard   | 2         | 0         | 0         | 0         | 0         | 1             | 2             | 1             | 0             | 1             |
| M. Cyr        | 2         | 7         | 4         | 3         | 0         | 1             | 5             | 2             | 1             | 2             |
| A. dos Santos | -         | -         | -         | -         | -         | -             | -             | -             | -             | -             |
| S. Fabien     | 2         | 0         | 0         | 0         | 0         | -             | -             | -             | -             | -             |
| M. Field      | 4         | 20        | 15        | 1         | 4         | 1             | 12            | 4             | 6             | 2             |
| S. Girard     | 2         | 0         | 0         | 0         | 0         | 1             | 1             | 0             | 1             | 0             |
| L. Girolami   | 2         | 0         | 0         | 0         | 0         | 1             | 0             | 0             | 0             | 0             |
| M. Halter     | 2         | 1         | 1         | 0         | 0         | 1             | 3             | 2             | 1             | 0             |
| K. Henriksen  | 2         | 0         | 0         | 0         | 0         | 1             | 0             | 0             | 0             | 0             |
| K. Luft       | 2         | 48        | 36        | 4         | 8         | 1             | 10            | 7             | 2             | 1             |
| S. Senn       | -         | -         | -         | -         | -         | 1             | 4             | 3             | 1             | 0             |
| C. Trösch     | -         | -         | -         | -         | -         | -             | -             | -             | -             | -             |
| L. Vilela     | 2         | 24        | 18        | 3         | 3         | 1             | 12            | 10            | 2             | 0             |
| M. Wigger     | 2         | 30        | 23        | 4         | 3         | 1             | 11            | 10            | 1             | 0             |

P = presenze; PT = punti totali; AV = attacchi vincenti; MV = muri vincenti; BV = battute vincenti

NB: Non sono disponibili i dati relativi alla Lega Nazionale A e alla Coppa di Svizzera e di conseguenza quelli totali